# ماریا الهریلا کاسادو
ماریا الهریلا کاسادو (انگلیسی: María Alharilla Casado؛ زادهٔ ۱۳ نوامبر ۱۹۹۰) بازیکن فوتبال اهل اسپانیا است.

او همچنین در تیم‌های ملی فوتبال زیر ۱۹ سال و بزرگ‌سال زنان اسپانیا بازی کرده‌است.